# 佐藤のぞみ
佐藤 のぞみ（さとう のぞみ、1987年10月28日 - ）は、日本のプロゴルファー。

## プロフィール
- 宮城県仙台市出身。
- 身長158cm、体重55kg、血液型A型。
- 東北高等学校卒業。
- 千趣会所属。
- 得意クラブは、パター。
- 師弟関係は、母でプロゴルファーの佐藤由美子。
- ホームコースは、仙台空港カントリークラブ。
- 家族は、父、母、双子の妹。
- 趣味は、飼犬の世話、映画・ドラマ鑑賞、ショッピング。
- 好きな色は、明るい系の色。
- 愛称は、「のぞ」、「のじょ〜ろ」、「のぞみっくす」など。
- 愛車は、トヨタ・カローラランクス。

## 来歴

### アマチュアゴルフ界での活躍
1998年、10歳の時に、妹（双生児）が新体操を始め、自分も何かスポーツを始めようと模索していた頃、プロゴルファーである母・佐藤由美子が通うゴルフ練習場に同行する中でゴルフの練習を始める。
2000年、仙台市立山田中学校に進学するとアマチュアゴルフ競技会の試合に出場するようになり、同校1年生の時、2000年度東北高校・中学新人戦に優勝するなどして、全国大会出場資格を得るに至った。自身の技術に天狗になりかけていた のぞみ は、全国の選手の技術はいかほどかとタカをくくって大会に臨んだが、自身の想像以上に全国大会のレベルは高く、練習ラウンドから他選手の正確なアプローチショットや自身より遥かに飛ぶ飛距離に圧倒されて自信を失い、最下位という結果に終わった。 同時に、この屈辱を絶対に見返してやろうという思いから、本格的な練習に取り組むようになった。
その後精進を重ね、同校2年生在学中の2001年東北ジュニア選手権女子12-14歳の部で優勝、3年生在学中の2002年には、東北高校・中学校選手権中学の部で優勝したほか、2002年東北ジュニア選手権女子12-14歳の部で2連覇を達成した。
2003年4月には宮里藍に惹かれて東北高等学校に進学。 同校2年在学中の2004年には、全国高等学校選手権秋季東北大会に優勝、全国高等学校ゴルフ選手権に団体優勝するなど活躍し、さらに同年、日本ジュニア選手権15-17歳の部において、プレーオフで原江里菜を下して優勝、翌2005年度にはJGAナショナルチーム（日本代表）に抜擢された。
東北高校3年在学中の2005年4月18日、この回から新会場となった、難コースで知られる川奈ホテルゴルフコース富士コースにおいて行われた、第24回フジサンケイレディスクラシックの主催者推薦選考会（マンデートーナメント）を通過、当時美濃加茂高校3年だった服部真夕と共に本大会に出場した。結果は58位で、1打及ばず予選落ちとなったが、初めて参加したプロレギュラーツアーの試合で手ごたえを掴み、プロ志向をさらに強めた。

### プロゴルファーへの転身
2006年3月の高校卒業後はプロテストへの挑戦を開始、2007年の日本女子プロゴルフ協会プロテストにおいて最終戦まで進出したが最終日77で不合格となった。 2008年1月1日付、TPD非会員登録制度を活用してプロ転向。 仙台大学陸上部のトレーニングに自主参加するなど、基礎トレーニングを積み、筋力・持久力をはかって飛距離向上に努めた。
2008年度からは、マンデー・トーナメントに積極参加を始めた。2008年スタジオアリス女子オープンにおいて初めてマンデー・トーナメントを通過してプロツアー初参戦、16位タイの好成績を残した。その後のフジサンケイレディスクラシック、クリスタルガイザーレディスにも立て続けにマンデー・トーナメントを通過、活躍の手を伸ばしている。2008年開催のプロテストに合格し、同年8月1日に80期生としてデビューを果たした。

## 人物

### 他選手との交流
東北高校在学中からの縁で、同学在学中から常に一緒に行動していたほどの同級生親友である有村智恵、原江里菜とは特に親しく、ツアー中からプライベートまでしばしば行動を共にしている。

## 年度別成績
| 年 度  | 出場試合 | 年間獲得賞金 | 順 位 | 平均ストローク | 備 考                                |
| ------ | -------- | ------------ | ----- | -------------- | ------------------------------------ |
| 2008年 | 13試合   | 2,288,500円  | 109位 | 75.3000        | 日本女子プロゴルフ協会 TPD非会員登録 |
| 2009年 | 22試合   | 7,160,000円  | 72位  | 75.2079        |                                      |

## おもな戦歴

### アマチュア時代
- 2000年 東北高校・中学ゴルフ新人戦 優勝
- 2001年 東北ジュニアゴルフ選手権 女子12-14歳の部 優勝
- 2002年 東北高校・中学校ゴルフ選手権 優勝
- 2002年 東北ジュニアゴルフ選手権 女子12-14歳の部 優勝(2)
- 2004年 全国高等学校選手権 秋季東北大会 優勝
- 2004年 全国高等学校ゴルフ選手権 団体優勝
- 2004年 日本ジュニアゴルフ選手権競技 女子15歳-17歳の部 優勝
- 2005年 世界ジュニアゴルフ選手権 団体優勝
- 2006年 全日本サンスポ女子アマゴルフ選手権 2位

#### ナショナルチーム選抜履歴
- 2005年 JGA女子ナショナルチームメンバー

### プロ転向後
- 2008年 スタジオアリス女子オープン 16T
- 2009年 スタンレーレディスゴルフトーナメント 4T

## エピソード

### ゴルフ・トレーニング
- 1998年、小学校在学中の11歳時、ホームコースの月例コンペに生涯始めて競技会参加したが、風雨激しい荒天であったため、9ホール終了後に途中棄権した。 しかし、会場に迎えに来たプロゴルファーの母・佐藤由美子に、「悪天候を理由に子供だから棄権をするということは許されないんだよ。 競技には大人も子供も関係ない。 棄権したということは、どんなに悪いスコアでも最後までホールアウトした人に負けているんだからね。」と戒められ、非常に悔しく心に留めた。
- 2008年4月27日、日本女子プロゴルフ協会は、前日に開催されたツアートーナメントフジサンケイレディスクラシックの第2ラウンドで佐藤がスコア過少申告をしたとして、順位「91位」を「失格」に訂正すると発表した。これは、プロツアー競技会参加の不慣れから、アテスト時にスコアラーへのスコア確認を充分に行わなかったことによって発生したミスであるとされている。